# Teimer (Naturschutzgebiet)
Das Naturschutzgebietes Teimer liegt an den Hängen des gleichnamigen Berges in der nordrhein-westfälischen Gemeinde Kalletal im Kreis Lippe.

## Charakteristik
Das Naturschutzgebiet wurde erstmals durch Verordnung vom 20. Januar 1983 mit einer Größe von etwa 35 Hektar ausgewiesen. Der Schutzbereich umfasste seinerzeit den Teimer, den Bamberg nordöstlich davon und Teile des Rentorfer Bachtals. Mit der Unterschutzstellung einher ging ein Aufforstungsverbot mit Nadelhölzern. Grund für die Ausweisung als Naturschutzgebiet war die artenreiche Flora und Fauna, so sind bei einer Zählung im Jahr 1981 53 verschiedene Vogelarten nachgewiesen worden, die hier ihre Brut- und Rastplätze hatten.
Der aktuelle Gebietsstand beträgt seit 1995 rund 71 Hektar, das Naturschutzgebiet ist nach Osten erweitert worden. Es besteht nun überwiegend aus Waldmeister-Buchenwald, Hecken und Feldgehölzen, Äckern, Wiesen und Weideland. Der Rentorfer Bach ist südöstlich des Teimers zu einem Fischteich aufgestaut. Schutzziele sind die weitere Renaturierung des teilweise begradigten Baches, die Umwandlung der Fichtenforste in Laubwald sowie die Erhaltung der gefährdeten Tier- und Pflanzenarten. Verschiedene Orchideenarten konnten 1983 noch nachgewiesen worden, 1995 jedoch nicht mehr.
Im Naturschutzgebiet liegen diverse bronzezeitliche Hügelgräber, die als Bodendenkmäler ausgewiesen sind. Über den Teimer verläuft der Fernwanderweg Runenweg.